# Rahul Gandhi
Rahul Gandhi, född 19 juni 1970 i Delhi, är en indisk politiker (INC). Han är son till Rajiv och Sonia Gandhi, sonson till Indira Gandhi och dottersonson till Jawaharlal Nehru.  
Rahul Gandhi, som har studerat vid Harvard, arbetade tidigare som finanskonsult i London. Han återvände till Indien 2002 och gav sig in i politiken 2004. Samma år vann han ett mandat till Lok Sabha för valkretsen Amethi i Uttar Pradesh. Han var då lika gammal som sin farbror Sanjay Gandhi, när denne vann valet i Amethi. Gandhis syster, Priyanka Gandhi, var en av hans kampanjchefer. Han förlorade mandatet för Amethi i valet 2019 men vann ett mandat för valkretsen Wayanad i Kerala.
Gandhi utnämndes till vicepresident i kongresspartiet 2013 och valdes till dess ledare 2017. Efter parlamentsvalet 2019 avgick han från posten som partiledare.